# Angarsk
Angarsk (tiếng Nga: Ангарск) là một thành phố Nga. Thành phố này thuộc chủ thể Irkutsk Oblast. Thành phố có dân số 247.118 người (theo điều tra dân số năm 2002. Đây là thành phố lớn thứ 76 của Nga theo dân số năm 2002. Dân số qua các thời kỳ: 233,765 (Điều tra dân số 2010); 247,118 (Điều tra dân số 2002); 265,835 (Điều tra dân số năm 1989).
Angarsk được thành lập vào năm 1948 như là một cộng đồng công nghiệp và được cấp tư cách thành phố vào ngày 30 Tháng 5 1951. Angarsk có khu công nghiệp lớn nhất ở châu Á. Nó bao gồm Khu phức hợp lọc hóa dầu Angarsk và Khu phức hợp điện phân Angarsk. Thành phố có Viện bảo tàng đồng hồ, Bảo tàng Chiến thắng Angarsk, và Học viện Kỹ thuật Nhà nước Angarsk. Angarsk cũng tổ chức một trung tâm trưng bày quốc tế chu trình nhiên liệu hạt nhân, đó sẽ là một trong những trung tâm làm giàu Nga đầu tiên được đặt dưới sự bảo vệ IAEA. Angarsk cũng là địa điểm của một ngân hàng nhiên liệu hạt nhân, sau một quyết định của IAEA trong tháng 11 năm 2009; làm việc với Nga, IAEA thành lập ngân hàng này để cung cấp nhiên liệu giá thị trường các nước thành viên như bảo vệ chống lại sự gián đoạn cung cấp có thể xảy ra.
Năm 2005, Angarsk đã giành giải thưởng đầu tiên trong một cuộc thi toàn quốc cho sự phát triển nhanh nhất của tiện ích công cộng.
Thành phố được kết nối bằng đường sắt xuyên Xibiri. Thành phố có xe điện, xe buýt cung cấp phương tiện giao thông công cộng trong thành phố.
Trong số các điểm tham quan của Angarsk là nhà thờ Đức Trinh Nữ-Irkutsk trong tên của Kazan biểu tượng của Mẹ Thiên Chúa, Nhà thờ Thiên chúa Ba Ngôi, một nhà nguyện trong tưởng nhớ của những người thiệt mạng ở Chechnya và Afghanistan, và nhiều người khác.